# Wesmaelius lindbergi
Wesmaelius lindbergi är en insektsart som först beskrevs av Peter Esben-Petersen 1931. 
Wesmaelius lindbergi ingår i släktet Wesmaelius och familjen florsländor. Inga underarter finns listade i Catalogue of Life.